# Sofía Gala
Sofía Gala est une actrice argentine, née le 24 janvier 1987 à Buenos Aires.

## Biographie
Elle est la fille des vedettes argentines Mario Castiglione et Moria Casán, et mère de deux enfants (Helena et Dante, qui joue son fils dans Alanis).
Elle a été la proie des paparazzi depuis son plus jeune âge, et a été au centre de plusieurs scandales (photo nue à 13 ans, liaison avec un médecin de 50 ans quand elle en avait 15, baiser lesbien avec sa mère sur scène...).
C'est aujourd'hui une actrice reconnue et récompensée pour ses interprétations, par l'Association des critiques de cinéma argentins mais aussi par des festivals internationaux (Huelva, Saint-Sébastien, La Havane).

## Filmographie partielle
- 2007 : El resultado del amor d'Eliseo Subiela - Mabel
- 2008 : Killer Women (Mujeres asesinas), épisode « Nina, desconfiada » - Gabriela
- 2009 : Tetro de Francis Ford Coppola - María Luisa
- 2009 : Paco de Diego Rafecas - Belén
- 2012 : Usurpateur (Todos tenemos un plan) d'Ana Piterbarg - Rosa
- 2017 : Hypersomnia (Hipersomnia) de Gabriel Grieco - Laura
- 2017 : Alanis d'Anahí Berneri - Alanis

## Distinctions

### Récompenses
- 2008 : Condor du meilleur espoir féminin pour son rôle dans El resultado del amor
- 2017 : Coquille d'argent de la meilleure actrice au festival de Saint-Sébastien pour son rôle dans Alanis
- 2017 : Prix de la meilleure actrice au festival de La Havane pour son rôle dans Alanis (ex aequo avec Daniela Vega pour Une femme fantastique)
- Cóndor de Plata 2018 : Meilleure actrice pour Alanis[1]
- 12e cérémonie du Prix Sud : Meilleure actrice pour Alanis[2].

### Nominations
- 2013 : Nommée au Condor de la meilleure actrice dans un second rôle pour Usurpateur